# Philip M. Slates
Philip M. Slates (Canton (Ohio), 24 september 1924 – 2 december 1966) was een Amerikaans componist en muziekpedagoog.

## Levensloop
Slates studeerde aan de befaamde Eastman School of Music van de University of Rochester in Rochester (New York) en aan de Universiteit van Illinois in Champaign-Urbana. Aansluitend was hij docent voor compositie aan het George Peabody College in Nashville (Tennessee). Later was hij professor aan het Jordan College van de Butler Universiteit in Indianapolis.
Als componist schreef Slates werken voor harmonieorkest en koren. Naar hem is een bekende jaarlijkse compositie wedstrijd benoemd.

## Composities

### Werken voor harmonieorkest
- Five Intaglio
- Gothic Overture
- Rituals

### Werken voor koren
- Three Songs Of The Southland, voor driestemmig vrouwenkoor (SSA)

## Publicaties
- Philip M. Slates: Paradigms for a Definition of Musical Form, unpublished Doctor of Musical Arts thesis, University of Illinois, 1961
- Edward Brookhart: Musical Form: Dynamic vs. Static, in: Music Educators Journal, Vol. 51, No. 1 (Sep. - Oct., 1964), pp. 91-93+146-147

- International Standard Name Identifier: 0000 0000 4451 9534
- Library of Congress Control Number: no2004063076
- Virtual International Authority File: 63722255
- WorldCat: E39PBJyt4rX8gxV9hC3My9WhpP